# Động Kính Chủ
Động Kính Chủ hay động Dương Nham là hang động nằm ở vùng đất làng Dương Nham, phường Phạm Thái, thị xã Kinh Môn, tỉnh Hải Dương, Việt Nam.
Động Kính Chủ được xếp vào hàng Nam thiên đệ lục động (tức là hang động đẹp thứ sáu của trời Nam).
Kính Chủ là một trong những di tích quan trọng của tỉnh Hải Dương mà trung tâm là động Kính Chủ. Đây là danh thắng thuộc quần thể An Phụ - Kính Chủ - Nhẫm Dương đã được xếp hạng di tích quốc gia đặc biệt.
Động gồm rất nhiều ngọn núi nối liền với nhau. Khi đứng trên đỉnh ngọn núi nhìn ra phía sau ta sẽ nhìn thấy dòng sông Kinh Thầy nằm sát dưới chân núi. Động được mở quanh năm cho khách thập phương đến tham quan, khám phá, cầu nguyện.

## Chùa Kính Chủ
Chùa Kính Chủ được tạo từ cảnh quan tự nhiên của động Kính Chủ. Chùa thờ Phật, thiền sư Minh Không, vua Lý Thần Tông, Huyền Quang. Các tượng trong chùa đều được tạc bằng đá. Cửa chùa về phía trái có khắc bài thơ của vua Lê Thánh Tông đề vịnh khi ngài tới vãn cảnh chùa. Gần chùa có núi Yên Phụ, thờ đức An Sinh Vương Trần Liễu là thân phụ của Hưng Đạo Vương.
Nhiều vua, chúa, trí giả, sư sãi, quan lại cũng đến thăm động Kính Chủ đều cảm xúc trước cảnh kỳ vĩ và tươi đẹp của núi sông, để lại dòng suy nghĩ riêng tư, biểu hiện niềm ưu ái với đất nước và thời cuộc. Những cảm xúc đó đã được những người thợ đá ở đây ghi lại trên 40 tấm bia trên vách động. Động Kính Chủ luôn là một cảnh đẹp, một bảo tàng nhỏ lưu giữ các văn bia và các tác phẩm điêu khắc của thợ đá ở đây đã 7 thế kỷ qua. Đây là một di sản không phải hang động nào cũng có.

## Nam thiên đệ lục động
Động Kính Chủ là một trong những hang động đẹp nhất ở Việt Nam. Lê Thánh Tông khi tham quan động đã ban tặng nơi đây là Nam thiên đệ lục động.
Tương tự, vua Tự Đức ban tặng động Hương Tích là Nam thiên đệ nhất động, chúa Trịnh Sâm ban tặng động Bích Động là "Nam thiên đệ nhị động", Vua Minh Mạng ban tặng động Địch Lộng là "Nam thiên đệ tam động", động Thiên Cung là "Nam thiên đệ tứ động", động Phong Nha là "Nam thiên đệ ngũ động", động Kính Chủ là "Nam thiên đệ lục động", động Từ Thức là "Nam thiên đệ thất động", động Hua Mạ là "Nam thiên đệ bát động", động Thiên Sơn là "Nam thiên đệ cửu động", động Tiên Sơn là "Nam thiên đệ thập động" là 10 hang động đẹp nhất ở Việt Nam theo quan niệm của người xưa.